# Ore monogatari!!
Ore monogatari!! (jap. 俺物語!!) – manga autorstwa Kazune Kawahary, zilustrowana przez Aruko. Była publikowana w magazynie „Bessatsu Margaret” wydawnictwa Shūeisha od października 2011 do lipca 2016.
Na podstawie mangi powstało także 24-odcinkowe anime, wyprodukowane przez studio Madhouse. Było emitowane przez telewizję Nippon TV od kwietnia do września 2015. W październiku tego samego roku premierę miał także film live action pod tym samym tytułem.

## Fabuła
Główny bohater Takeo Gōda jest potężnie zbudowanym, niezbyt przystojnym uczniem pierwszej klasy szkoły średniej. Z powodu swojego wyglądu nie ma powodzenia u dziewcząt (w przeciwieństwie do swojego najlepszego przyjaciela Makoto Sunakawy), co uniemożliwia mu zawarcia bliższych znajomości z płcią przeciwną. Sytuacja zmienia się, gdy pewnego razu, jadąc pociągiem, ratuje z opresji napastowaną seksualnie Rinko Yamato.

## Bohaterowie
- Takeo Gōda (jap. 剛田 猛男 Gōda Takeo)

Seiyū: Takuya Eguchi 
- Rinko Yamato (jap. 大和 凛子 Yamato Rinko)

Seiyū: Megumi Han 
- Makoto Sunakawa (jap. 砂川 誠 Sunakawa Makoto)

Seiyū: Nobunaga Shimazaki 
- Ai Sunakawa (jap. 砂川 愛 Sunakawa Ai)

Seiyū: Kikuko Inoue 
- Yuriko Gōda (jap. 剛田 ゆり子 Gōda Yuriko)

Seiyū: Kazuyo Aoki 
- Yutaka Gōda (jap. 剛田 豊 Gōda Yutaka)

Seiyū: Tesshō Genda 
- Hayato Oda (jap. 織田 隼人 Oda Hayato)

Seiyū: Daisuke Namikawa 
- Mariya Saijō (jap. 西城 まりや Saijō Mariya)

Seiyū: Rena Maeda 
- Yukika Amami (jap. 天海悠紀華 Amami Yukika)

Seiyū: Ai Kayano 
- Kōki Ichinose (jap. 一の瀬後期 Ichinose Kōki)

Seiyū: Jun Fukuyama 

## Manga
Seria zadebiutowała 1 października 2011 jako 100-stronicowy rozdział specjalny, opublikowany w czasopiśmie „Bessatsu Margaret Sister”. Jej regularna serializacja na łamach „Bessatsu Margaret” rozpoczęła się 13 kwietnia 2012. Ostatni rozdział mangi został opublikowany 13 lipca 2016. Wydawnictwo Shūeisha zebrało jej rozdziały w 13 tankōbonach, wydawanych od 23 marca 2012 do 23 września 2016.
Z okazji 50. rocznicy czasopisma „Margaret”, Kawahara i Aruko we współpracy z Io Sakisaką, autorką mangi Ścieżki młodości, stworzyli crossoverowy komiks zatytułowany „Ore Ride!!”, który został wydany w lipcowym numerze magazynu „Bessatsu Margaret” z 2013 roku.
24 kwietnia 2024 ukazał się tom 14, w którym bohaterowie serii są studentami.
| Nr | Data wydania (język japoński) | ISBN (język japoński)  |
| -- | ----------------------------- | ---------------------- |
| 1  | 23 marca 2012                 | ISBN 978-4-08-846756-6 |
| 2  | 24 sierpnia 2012              | ISBN 978-4-08-846817-4 |
| 3  | 25 lutego 2013                | ISBN 978-4-08-846896-9 |
| 4  | 23 sierpnia 2013              | ISBN 978-4-08-845086-5 |
| 5  | 25 lutego 2014                | ISBN 978-4-08-845169-5 |
| 6  | 13 czerwca 2014               | ISBN 978-4-08-845229-6 |
| 7  | 13 listopada 2014             | ISBN 978-4-08-845295-1 |
| 8  | 25 marca 2015                 | ISBN 978-4-08-845362-0 |
| 9  | 25 czerwca 2015               | ISBN 978-4-08-845401-6 |
| 10 | 13 października 2015          | ISBN 978-4-08-845465-8 |
| 11 | 25 lutego 2016                | ISBN 978-4-08-845526-6 |
| 12 | 25 maja 2016                  | ISBN 978-4-08-845578-5 |
| 13 | 23 września 2016              | ISBN 978-4-08-845638-6 |
| 14 | 24 kwietnia 2024              | ISBN 978-4-08-844898-5 |

## Anime
W listopadzie 2014 ogłoszono, że manga zostanie zaadaptowana na telewizyjny serial anime. Seria została zanimowana przez studio Madhouse i wyreżyserowana przez Morio Asakę. Główną scenarzystką została Natsuko Takahashi, postacie zaprojektował Kunihiko Hamada, natomiast za ścieżkę dźwiękową odpowiadało S.E.N.S. Premiera odbyła się 8 kwietnia 2015 w stacji Nippon TV. Motywem otwierającym jest „Miraikei Answer” (jap. 未来形) autorstwa Trustrick, natomiast końcowym „Shiawase no arika” (jap. 幸せのありか) w wykonaniu Local Connect. Finałowy odcinek serialu, pierwotnie zaplanowany na 16 września 2015, został przesunięty na 23 września.

## Film live action
Adaptacja w formie filmu live action o tym samym tytule została wydana 31 października 2015. Za reżyserię odpowiadał Hayato Kawai, a za scenariusz Akiko Nogi. W rolach głównych wystąpili Ryōhei Suzuki, Mei Nagano i Kentarō Sakaguchi.

## Odbiór
W 2013 roku seria zdobyła Nagrodę Kōdansha Manga. Była nominowana do Manga Taishō i Nagrody Kulturalnej im. Osamu Tezuki (w kategorii „nagroda czytelnika”). W 2015 otrzymała Nagrodę Shōgakukan Manga. Redakcja i recenzenci polskojęzycznego serwisu tanuki.pl wystawili anime notę 7/10.